# Dodds (Iowa)
Pour les articles homonymes, voir Dodds.
Dodds est une ville fantôme, du comté de Woodbury en Iowa, aux États-Unis. Elle était située à l'Ouest de Lawton.
Les bureaux de la poste sont en service de 1877 à 1886.

## Source de la traduction
- (en) Cet article est partiellement ou en totalité issu de l’article de Wikipédia en anglais intitulé « Dodds, Iowa » (voir la liste des auteurs).